# Dzmitry Hushchanka
Dzmitry Viktaravich Hushchanka (tiếng Belarus: Дзмітрый Віктаравіч Гушчанка; tiếng Nga: Дмитрий Викторович Гущенко; sinh 12 tháng 5 năm 1988) là một cầu thủ bóng đá Belarus hiện tại thi đấu cho Vitebsk.